# Sedia gestatoria
Sedia gestatoria (latinsko sedia gestatoria, italijansko: [ˈsɛːdja dʒestaˈtɔːrja]), dobesedno stol za nošenje ali nosilnica, je obredni prestol, na katerem so papeža nosili na ramenih do leta 1978. Prenosni prestol so pozneje na prostem delno nadomestili s papamobilom. Papež Frančišek na začetku svojega pontifikata ni maral niti tega, ampak se je hotel sprehajati svobodno med ljudstvom, vendar so ga prepričali, da gre zaradi varnosti raje s papamobilom, da ga varuje neprebojno steklo.
Sedia gestatoria je sestavljen iz bogato okrašenega, s svilo prevlečenega naslanjača, pripetega na suppedaneum, na vsaki strani katerega sta dva pozlačena prstana. Skozi te obroče sežeta dolgi palici, s katerimi dvanajst nosačev (palafrenieri) v rdečih uniformah nosi prestol na svojih ramenih. Ob prejšnjih priložnostih, tako na primer pri papežu Štefanu III., so papeža nosili na ramenih moški. Dve veliki pahljači (flabellum, -i) iz belega nojevega perja sta ostanek starodavne bogoslužne rabe. Flabellum je omenjen v  Constitutiones Apostolicae. Pahljači so nosili na obeh straneh sedie gestatorie.